# يوسف العيسوي
يوسف حسن العيسوي هو عقيد سابق في القوات المسلحة الأردنية ورئيس الديوان الملكي الهاشمي منذ 20 يونيو 2018. شغل عدة مناصب في الديوان الملكي منها: مدير الدائرة الإدارية ثم عين مديرا لإدارة الشؤون الإدارية والموارد البشرية وقائما بأعمال أمين عام الديوان الملكي عند تغيبه ثم أمينا عامًا للديوان الملكي فمستشارا برتبة وزير ثم رئيسا للجنة المتخصصة بالسير بإجراءات تنفيذ المبادرات الملكية ثم أعيد تعيينه ليجمع بين مهام الأمين العام ومهام رئيس لجنة متابعة المبادرات الملكية حتى عين رئيسا للديوان الملكي بعد أن مر بعدد من المواقع الإدارية في السلم الوظيفي في الديوان الملكي.

## الخبرات العملية
- مستشار الشؤون الإدارية لرئيس هيئة الأركان المشتركة في الجيش الأردني.
- استحداث الملحق العسكري الأردني في سلطنة عمان.
- العمل في الملحقية العسكرية في بيروت ودمشق.

## الجوائز والتكريمات
- وسام الاستقلال الأردني من الدرجة الأولى.
- وسام الكوكب الأردني من الدرجة الأولى.
- وسام اليوبيل الفضي.
- وسام الذكرى الأربعين للجلوس الملكي.
- وسام السلامة من سلطنة عمان.
- وسام الأرز الوطني من لبنان وبرتبة فارس.